# Live looping
Live Looping — процесс исполнения музыкального произведения, заключающийся в записи и воспроизведении закольцованных аудио семплов в реальном времени при помощи специальных устройств или программного обеспечения. Такой подход особо популярен для импровизаций, однако позволяет исполнять и полноценные композиции, которые должны быть специально сочинены или адаптированны для лупинга. Знаменитые музыканты, использующие эту технику: Ed Sheeran, Dub FX, Beardyman, Rocky Leon, MC Xander, KT Tunstall, Yoav, DRUG.IE, The Kiffnes.

## Программное обеспечение для live looping
- Ableton Live [1]
- Bitwig[2]
- ALK2[3]
- FlyLoops Looping Studio[4]
- Live Loop[5]
- Mobius[6]
- ELOTTRONIX XL[7]
- Ambiloop[8]
- Loopy Llama[9]
- SooperLooper[10]
- Augustus Loop[11]
- Everyday Looper[12]
- Loopr Live Loop Composer[13]
- VoiceJam[14]
- Qneo Music’s Voice Synth

## Устройства с функциями Live looping
- Boss RC-2, RC-3, RC-10R (2019 год выпуска), RC-20, RC-30 RC-50, RC-300, RC-505, ME-70, GT-10, VE-20
- Vox VDL1
- Gibson/Oberheim Echoplex
- Boomerang
- Akai Headrush e2 pedal
- Lexicon Jam Man
- Electrix Repeater
- Digitech Digidelay, HardWire DL-8, JamMan: Looper; Solo Looper; Stereo Looper; Delay Looper.
- Line 6 DL4, JM4, M9, M13
- Electro Harmonix 2880, 45000
- Damage Control TimeLine
- Korg Kaossilator
- Korg Kaoss Pad
- Looperlative LP1, LP2 pedal
- Backline Engineering RiffBox
- Elektron Octatrack
- TC Electronic Ditto Looper, Ditto X2 Looper
- TC Electronic: Voicelive 2, Voicelive 3, Voicelive touch, Voicelive touch 2
- Zoom G3X